# Deadnaming
Deadnaming (uso del nombre pasado, uso del nombre muerto o uso del necrónimo) es la práctica de llamar por el nombre de nacimiento u otro nombre anterior (es decir, un nombre que está "muerto") a una persona transgénero o no binaria sin su consentimiento. El deadnaming puede ser accidental, de buena fe o por desconocimiento; sin embargo, también se puede utilizar para descartar intencionalmente la identidad de género de una persona.

## Concepto
El concepto del deadnaming ha suscitado una considerable controversia. Los partidarios de la normalización de la identidad transgénero argumentan que su uso es parte del entorno hostil que experimentan las personas trans. Quienes apoyan a las personas transgénero también pueden hacer deadnaming accidentalmente, por lo general son miembros de la familia que les apoyan o amigos de toda la vida que aún no se han acostumbrado a usar el nuevo nombre de una persona. Sin embargo, las fallas repetidas para evitar esta práctica pueden verse como una falta de apoyo. El uso del nombre muerto puede ser una agresión abierta o una microagresión sutil que indica que su identidad de género no está plenamente reconocida.
Incluso entre aquellos que apoyan las identidades trans, existe una disputa sobre la idoneidad del uso de nombres anteriores y el deadnaming como concepto legítimo. Christopher Reed, profesor de historia y estudioso de la cultura queer, argumentó que oponerse al deadnaming "inhibe los esfuerzos hacia la autoaceptación y la integración". Otros han argumentado que la libertad del uso del nombre muerto no está cubierta por los principios de la libertad académica. Las disputas en torno a la legitimidad del deadnaming ha dado lugar a enconadas discusiones dentro de la comunidad queer, algunas personas creen que el uso de nombres muertos en sí es un daño tangible, mientras que otras argumentan que la medida para prevenir el uso de nombres muertos equivale a un "campo de reeducación".
Quienes estudian la cultura queer han teorizado que las personas trans insisten en prevenir el uso de nombres muertos en parte como una estrategia de autoafirmación de lo que está por venir, "insistiendo en la primacía del presente, buscando borrar el pasado, o incluso localizando emocionalmente su 'yo real' en el futuro, ese lugar esquivo donde el acceso (a la transición, la atención médica, la vivienda, un salario digno, etc.) y la viabilidad social tienden a aparecer más abundantes".
La corrección del uso de los nombres muertos por parte de terceras personas se cita como una forma de apoyar a las personas trans.

## Obstáculos
Los intentos de dejar de ser identificadas con su nombre muerto a veces pueden resultar en importantes obstáculos burocráticos y administrativos para las personas trans. El cambio de nombre legal en sí mismo en documentos de identificación u oficiales cuesta tiempo, dinero y esfuerzo; además, cambiar la información correspondiente como nombres, correos electrónicos, horarios de clases en algunas instituciones (como la escuela) puede ser difícil. Otro ejemplo es el diseño de la aplicación Lyft hace que sea extremadamente difícil para las personas trans cambiar sus nombres en la aplicación.

## Respuestas políticas

### Alemania
La ley transexual alemana contiene una prohibición sobre la divulgación e investigación del nombre muerto, pero no está castigado por la ley. En julio de 2020, el partido verde de Baden-Württemberg y la mujer trans Maike Pfuderer denunciaron al miembro del partido Boris Palmer por insultos después de que se refiriera a Pfuderer en Facebook como "él" y usó su nombre muerto, que ella usó como una provocación deliberada y parte de una estrategia de cambio de discurso. En agosto, Palmer fue declarado inocente y no tuvo consecuencias legales. Sus declaraciones podrían haber vulnerado los derechos de Pfuderer, pero según el fiscal no llegarían al límite de un delito. Pfuderer describe la ley transexual como un “tigre desdentado. No ayuda si tenemos derechos pero no protección legal”. Tras estos hechos, se encaminó en una campaña para lograr a nivel federal que el deadnaming sea criminalizado en el futuro.

### Estados Unidos
En Estados Unidos, el 12 de marzo de 2021, el Departamento de Instrucción Pública de Carolina del Norte anunció que su sistema de información estudiantil mostraría el "nombre preferido" del estudiante en lugar de su nombre de nacimiento, lo que eliminaría el uso del nombre muerto en los informes estatales, boletas de calificaciones de los estudiantes y libretas de calificaciones de los maestros.

### Francia
En Francia, la Asociación de periodistas lesbianas, gays, bis, trans e intersexuales recomienda evitar en la medida de lo posible el deadnaming o uso del nombre muerto en todos los artículos de prensa, con el fin de respetar a las personas trans.

### Reino Unido
El primer caso legal británico de deadnaming es la denuncia de la abogada y mujer trans Stephanie Hayden contra el guionista Graham Linehan después de que se refiriera a ella en Twitter por su nombre de nacimiento masculino, entre otras cosas. Hayden dijo que sus acciones le causaron sufrimiento y fue una gran afrenta a su dignidad como mujer trans. Linehan recibió una advertencia de acoso verbal de la policía y ya no debería contactar a Hayden.